# Anilocra apogonae
Anilocra apogonae es una especie de crustáceo isópodo marino del género Anilocra, familia Cymothoidae.
Fue descrita científicamente por Bruce en 1987.

## Distribución
Esta especie se encuentra en Australia y Papúa Nueva Guinea.